# Вазайос, Андреас
Андреас Вазеос (греч. Ανδρέας Βαζαίος, род. 9 мая 1994 года) — греческий пловец, трёхкратный чемпион Европы на дистанциях 200 метров комплексным и баттерфляем. Участник летних Олимпийских игр 2012 и 2016 годов.

## Биография
В Лондоне, в 2016 году, Вазеос участвовал в чемпионате Европы. На этом турнире он стал чемпионом Европы по 200-метровому комплексному плаванию.
На летних Олимпийских играх 2016 года он соревновался на дистанции 200 метров комплексным плаванием. Занял 9-е место в квалификационной серии со временем 1:59,33. Вышел в полуфинал, где финишировал 11-м со временем 1:59,54, в финал не квалифицировался. Был членом мужской эстафетной команды Греции 4 по 100 метров, которая заняла 15-е место в квалификационной серии и не вышла в финал.
В 25-метровом бассейне, на чемпионате Европы в декабре 2019 года, спортсмен из Греции стал триумфатором турнира. Его чемпионство было доказано на двух двухсот метровых дистанциях комплексным плаванием и баттерфляем. На дистанции 100 метров комплексом он завоевал бронзовую медаль.